# Nationalratswahl in Österreich 1920
- SDAPDÖ: 69
- D: 1
- CS: 85
- DN: 28

Die Nationalratswahl vom 17. Oktober 1920 war die erste Nationalratswahl in der Geschichte Österreichs. In Kärnten wurde sie am 19. Juni 1921 nachgeholt, da am 10. Oktober 1920 erst die Volksabstimmung in Südkärnten stattgefunden hatte, die über die Zugehörigkeit des bis dahin südslawisch besetzten Landesteils entschied. Im Burgenland, das erst im November 1921 an Österreich gelangte, wurde die Wahl am 18. Juni 1922 nachgeholt.
Die meisten Stimmen und Mandate erhielt die Christlichsoziale Partei mit Michael Mayr. Auf den zweiten Platz kam die Sozialdemokratische Arbeiterpartei Deutschösterreichs unter der Führung von Karl Seitz und Karl Renner.

## Endergebnis

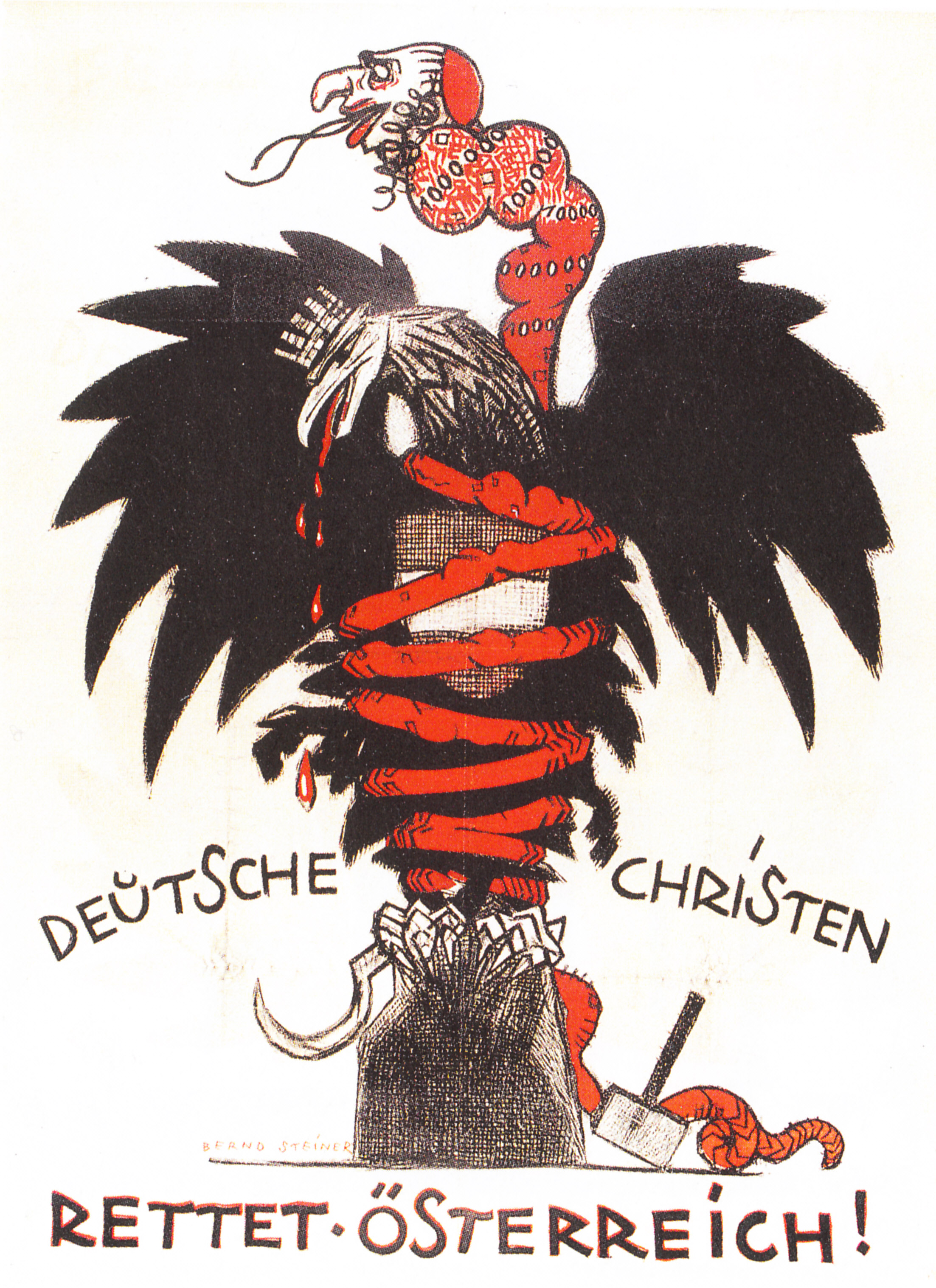
Antisemitisches Wahlplakat der Christlichsozialen Partei bei der Nationalratswahl 1920.

| Wahlwerber                                                     | Stimmen   | Anteil  | Anteil | Mandate | Mandate |
| Wahlwerber                                                     | Stimmen   | 1920    | davon  | 1920    | davon   |
| -------------------------------------------------------------- | --------- | ------- | ------ | ------- | ------- |
| Christlichsoziale Partei (CS)                                  | 1.245.531 | 41,79 % | –      | 85      | –       |
| Sozialdemokratische Arbeiterpartei Deutschösterreichs (SDAPDÖ) | 1.072.709 | 35,99 % | –      | 69      | –       |
| Deutschnationale Parteien                                      | 514.127   | 17,25 % | –      | 28      | –       |
| davon … Großdeutsche Volkspartei                               | …         | →       | …      | →       | 21      |
| … Deutschösterreichische Bauernpartei                          | …         | →       | …      | →       | 7       |
| … Kärntner Bauernbund                                          | …         | →       | …      | →       | 0       |
| … Nationalsozialistische Partei                                | …         | →       | …      | →       | 0       |
| Demokratische Parteien                                         | 42.826    | 1,44 %  | –      | 1       | –       |
| davon … Bürgerliche Arbeiterpartei                             | …         | →       | …      | →       | 1       |
| … Demokraten                                                   | …         | →       | …      | →       | 0       |
| … Burgenländische Bürger- und Bauernpartei                     | …         | →       | …      | →       | 0       |
| Sonstige                                                       | 105.135   | 3,53 %  | –      | 0       | –       |
| davon … Christlichnationale Einheitsliste                      | …         | →       | …      | →       | 0       |
| … Kommunisten                                                  | 26.652    | 0,89 %  | -      | →       | 0       |
| … Jüdischnationale Partei                                      | …         | →       | …      | →       | 0       |
| … Sozialisten und demokratische Tschechoslowaken               | …         | →       | …      | →       | 0       |
| … Kärntner Slowenen                                            | …         | →       | …      | →       | 0       |

## Folgen
Die schon länger prekäre Zusammenarbeit von SDAPDÖ und CS, zuletzt in der Übergangs-Proporzregierung Mayr I, wurde nicht fortgesetzt: Die Sozialdemokraten traten am 22. Oktober 1920 aus der Regierung aus. Der christlichsoziale Michael Mayr blieb Leiter der Staatskanzlei; sein Kabinett wurde mit Inkrafttreten des Bundes-Verfassungsgesetzes am 10. November 1920 die erste Bundesregierung Österreichs. Der neue Nationalrat wählte am 20. November 1920 die Bundesregierung Mayr II, die bis 21. Juni 1921 amtierte. Nachfolger wurde ein Kabinett unter Johann Schober, der wie Mayr sowohl das Amt des Bundeskanzlers als auch das des Außenministers innehatte. Die christlichsozialen Bundeskanzler regierten Österreich mit wechselnden Bündnissen mit dem „dritten Lager“.
| Parteien                            | Sitze |
| ----------------------------------- | ----- |
| Zweidrittelmehrheit (ab 122 Sitzen) |       |
| CS, SDAPDÖ                          | 154   |
| Absolute Mehrheit (ab 92 Sitzen)    |       |
| CS, DN                              | 113   |
| Keine Mehrheit (unter 92 Sitzen)    |       |
| CS                                  | 85    |
| Sitze gesamt                        | 183   |

Typisch für die Erste Republik waren auch häufige Wechsel an der Regierungsspitze – bis zur Wahl 1923 sollten neben Mayr und Schober noch Walter Breisky und schließlich Ignaz Seipel das Amt des Bundeskanzlers ausüben, davon Breisky allerdings nur einen Tag lang.